# Paco Lobatón
Francisco de Asís Lobatón Sánchez de Medina, más conocido como Paco Lobatón (Jerez de la Frontera, Cádiz, 6 de diciembre de 1951) es un periodista español.

## Biografía
Séptimo de diez hermanos, su padre era jefe en los silos del Servicio Nacional del Trigo. Estudió Ciencias Políticas en la Facultad de Ciencias Políticas y Sociología (Universidad Complutense de Madrid) y obtuvo la licenciatura de Ciencias de la Comunicación en la Universidad Autónoma de Barcelona.
Comenzó su trayectoria profesional en su tierra natal, presentando entre 1968 y 1970 el magacín nocturno de Radio Jerez, cadena a la que entró cuando fue a promocionar una campaña benéfica en Jerez, sin embargo, su voz gustó al director de la emisora y se quedó. También trabajó en programas musicales e informativos locales de dicha emisora. 
Después se fue a vivir a Madrid, compaginando las clases de Ciencias Políticas con empleos variados: fue cartero en el barrio de Orcasitas, representante comercial de una farmacéutica o el encargado de limpiar y preparar la calefacción del Hospital Infantil del Niño Jesús. Elegido como representante estudiantil para una asamblea en tiempos de la dictadura franquista, lo detuvo, apuntándolo a la cabeza con su pistola, el temido policía torturador Antonio González Pacheco, «Billy el Niño» en 1974, que fue condenado a una multa por esos hechos.
Pasó mes y medio en la Cárcel de Carabanchel, como arresto sustitutorio de una multa de 150.000 pesetas, que pagó su tía, por su detención en la Facultad de Ciencias Políticas. A continuación fue juzgado y condenado por el Tribunal de Orden Público franquista a cinco años y medio de prisión. Mientras se recurría la sentencia, decidió exiliarse a Ginebra (Suiza), donde obtuvo la condición de refugiado político al amparo de ACNUR y donde siguió haciendo política entre los emigrados españoles. Tras la muerte de Franco en 1975, la primera Amnistía firmada por Juan Carlos I le permitió regresar a España. Tras regresar a España, dejó la LCR y rechazó una petición para sumarse al PCE. Tras cumplir el servicio militar obligatorio pendiente, retomó tanto sus estudios como su actividad profesional. En primer lugar en Radio Sevilla (1976-1979), presentando informativos y el magacín vespertino y nocturno, compaginando esta labor con la de corresponsal de El Periódico de Catalunya en Sevilla (1978). De ahí se traslada a Barcelona (1979-1981) donde fue nombrado jefe de Informativos en Radio España y Cadena Catalana.
En 1981 regresa a Andalucía para dirigir Radio 16 FM en Sevilla, primer eslabón del proyecto rtv16 liderado por Iñaki Gabilondo. Al ser adquirida la emisora y convertida en Radio Minuto (1983), pasó a Radiocadena Española para conducir el magacín de mediodía.
La siguiente etapa fue Televisión Española, donde en 1984 fue nombrado corresponsal de información política; entre 1985 y 1987 se ocupó de la presentación de la primera edición del Telediario junto a Ángeles Caso, y a continuación se le encomendó la dirección y elaboración de la información parlamentaria. Abandonó la cadena estatal al ser nombrado director de Comunicación e Imagen de la Sociedad Estatal Expo 92 en 1988, y posteriormente pasó a dirigir los servicios informativos de Canal Sur Televisión (1989-1990), donde dio la bienvenida a los espectadores al comenzar sus emisiones, el 28 de febrero de 1989. También aportó a la cadena la serie documental Por querencia, con dirección y presentación de Lobatón, guion del propio Lobatón y Carlos Villarrubia, producción de Mercedes Alted y realización de Carlos de las Heras, bajo la producción ejecutiva de Juan Lebrón a través de Juan Lebrón Producciones.
En 1991 creó la productora Redacción 7, con la que se ha dedicado a actividades como el Festival de la Solidaridad y el reportaje Guatemala: la hora de la verdad. También son de esta productora Empléate a fondo (TVE, 1996-2000) y La llamada del sur (Canal Sur, 2000), que dirigió y presentó el propio Lobatón. También dirigió un reportaje de investigación sobre el fenómeno de los menores de edad homicidas.
1991 también fue el año de su regreso a Madrid para incorporarse a RNE. Del entonces director general de RTVE, Jordi García Candau, recibe el encargo de afrontar la renovación de los informativos nocturnos, y concretamente la dirección y presentación del informativo 24 horas, cuyo tramo final incluye un debate contradictorio entre dos figuras de ideologías contrapuestas: Emilio Romero y Enrique Curiel. En la misma Radio 1 pone en marcha el magacín vespertino Para que veas y el programa Investigamos, que compatibiliza durante un tiempo con el programa de búsqueda de personas desaparecidas Quién sabe dónde. Este programa había iniciado sus emisiones en La 2 de TVE bajo la dirección de Ernesto Sáenz de Buruaga, y al pasar a La 1 en octubre de 1992, Ramón Colom, entonces director de TVE, encargó su dirección a Juan Jesús Ortiz (director de Producción Ejecutiva de Magazines de TVE) y su presentación a Lobatón. Tras el primer trimestre, Lobatón asumió también la coproducción y dirección y le hizo ganar a la cadena, audiencia e impacto mediático. Gracias a la participación de la audiencia, se resolvieron el 70 % de los 1.500 casos que fueron tratados en antena entre 1992 y 1998. Simultáneamente, produjo para La 2 una serie de "Especiales con Paco Lobatón" de contenido solidario y humanitario. QSD le dio popularidad y credibilidad; en 1995, en una encuesta realizada conjuntamente por las revistas Teleprograma y Supertele, fue elegido como el mejor presidente del Gobierno posible entre todos los presentadores de televisión de la época.
Participó en la creación de la Academia de Televisión y de las Ciencias y Artes del Audiovisual de España en 1997 como miembro fundador, de cuya Junta Directiva formó parte entre 2000 y 2005.
Posteriormente trabajó en la serie documental En persona (Telemadrid, 2001) y en la segunda edición de Supervivientes (Telecinco, 2001). De vuelta a Canal Sur, presentó Siete lunas (2003-2005) y La vida en tiempo real (26 de septiembre de 2005), y fue el productor ejecutivo de las series documentales Hijos de Andalucía (2019), Viajeros por Andalucía (2011) y Expreso noche (2006-2007), entre otros.
En 2007 volvió a la televisión de ámbito nacional, en esta ocasión como productor de Los más buscados (Antena 3), adaptación del formato estadounidense The most wanted, del que se emitieron 100 programas en el llamado day time. 
Entre marzo de 2015 y junio de 2016, regresó a TVE con la sección Ventana QSD en La mañana.
En 2015 promovió la creación de la Fundación Europea por las Personas Desaparecidas, qsdglobal. La Fundación firmó en 2016 un Convenio con los ministerios del Interior, Justicia y Sanidad, Servicios Sociales e Igualdad con el objeto de mejorar y ampliar el contenido de la Carta de Derechos y Demandas Urgentes adoptada en el primer Foro de Familias de personas desaparecidas, celebrado en España en las localidades de Úbeda y Baeza en noviembre de 2015.
En 2017 el Gobierno de España anunció la creación del Centro Nacional de Desaparecidos.
Entre enero y abril de 2018 presentó con Laura Lobo, el debate Verde, blanca y verde en Canal Sur. Al mismo tiempo, dirige el programa Desaparecidos para TVE, presentado por Silvia Intxaurrondo.
Entre agosto de 2018 y marzo de 2021, fue candidato al concurso público para elegir al presidente de Radiotelevisión Española.
Es autor de los libros Escríbeme a la guerra, A corazón abierto y Te buscaré mientras viva y coautor del libro colectivo Ellas. Catorce hombres dan la cara (Ed. Ares y Mares, 2001), coordinado por Tomás Fernández García y en el que participan entre otros, José Saramago y José Luis Rodríguez Zapatero.

### Vida privada
Tiene tres hijos y cuatro nietos. De su primer matrimonio tiene dos hijos: Triana (1980), gastroenteróloga residente en Gante (Bélgica), que tiene dos hijos y Ausias (1982), arquitecto en Berlín (Alemania), que tiene dos hijos y de su segundo matrimonio tiene una hija, Berenice (2003), que es estudiante de producción en el Instituto RTVE y dirige su propia revista, Ecooo Magazine.

## Reconocimientos
- Premio Andalucía de Periodismo (1985).
- TP de Oro 1992 a mejor presentador.
- Nominado al TP de Oro 1993 al mejor presentador.
- Nominado al TP de Oro 1994 al mejor presentador.
- TP de Oro 1995 al mejor programa por Quién sabe dónde.
- Medalla de Andalucía, categoría de Plata (1995).
- Premio Agustín Merello de la Comunicación por la Asociación de la Prensa de Cádiz[16]
- TP de Oro 1998 al mejor programa por el I Festival Europeo de la Solidaridad que emitieron las televisiones públicas de España, Portugal, Francia e Italia.[17]
- Premio ATV 2000 al mejor programa autonómico por El color de la vida: Homenaje a Carlos Cano.
- Premio Ciudad de Jerez especial (2015).[18]
- Cruz al Mérito Policial de la Policía Nacional (2019).[19]

## Publicaciones
- Te buscaré mientras viva (Editorial Aguilar, 8/3/2018).[20]
- La televisión en tiempos de guerra. La onda expansiva de los atentados del 11-S (Academia de Televisión, Editorial Gedisa, 11/9/2002).[21]
- A corazón abierto (Temas de hoy, 2/5/1998).[22]
- Escríbeme a la guerra (Ediciones B, 1994).[23]